# Анджела Браянт
А́нджела Бра́янт (англ. Angela R. Bryant) — американська політична діячка, представниця Демократичної партії. Член Палати представників Північної Кароліни від сьомого округу (2007—2013) і Сенату Північної Кароліни від четвертого округу (2013—2018). З 2018 року працює в Комісії у справах дострокового звільнення та нагляду за в'язнями штату Північна Кароліна (англ. North Carolina Post-Release Supervision and Parole Commission). З 2007 до 2018-го працювала у Генеральній асамблеї штату.
Почала представляти сьомий округ у Палаті представників Північної Кароліни 2007 року, коли її призначили на заміну Едварда Джонса, котрий перейшов на службу у Сенат штату. Браянт переобирали на посаду тричі: 2008, 2010 і 2012 року. 2013-го губернатор Пет Маккрорі, за рішенням комітету місцевих демократів, призначив Анджелу Браянт до Сенату Північної Кароліни, щоб обійняти вакантну посаду, яку залишив Едвард Джонс по своїй смерті.